# Busstation Stadskanaal
Het Busstation Stadskanaal is het centrale busstation van Stadskanaal en ligt aan het Beneluxplein, vlak bij het gemeentehuis. 
Oorspronkelijk was het GADO busstation iets noordelijker gelegen aan de Beneluxlaan. Het busstation was voorzien visgraatperrons en ook was er een kantoorgebouw met personeelsverblijven en een wachtkamer voor de passagiers met een restaurant. Er was tevens een stalling met buitenruimte.
Het huidige busstation is een eilandbusstation met 6 haltes, die zijn aangegeven met de letters A t/m F. Echter worden alleen de haltes A, C en F gebruikt. Het station wordt aangedaan door een Qliner en door streek-, school- en buurtbussen.

## Lijnen
Alle lijnen (met uitzondering van de buurtbus 512) worden uitgevoerd door Qbuzz. Lijn 512 wordt uitgevoerd door Taxi De Grooth. 
| Lijn      | Route                                           | Via                                                                                                  | Halte     |
| Streekbus | Streekbus                                       | Streekbus                                                                                            | Streekbus |
| --------- | ----------------------------------------------- | --- | --------- |
| 14        | Stadskanaal Busstation - Winschoten Station     | Alteveer, Onstwedde, Smeerling, Vlagtwedde, Veele, Wedde, Weddermeer, Blijham                        | F         |
| 24        | Assen Station - Winschoten Station              | Rolde, Papenvoort, Borger, Buinen, Buinerveen, Nieuw Buinen, Stadskanaal, Nieuwe Pekela, Oude Pekela | C/F       |
| 71        | Veendam Station - Stadskanaal Busstation        | Wildervank, Bareveld                                                                                 | C         |
| 73        | Stadskanaal Busstation - Emmen Station          | Musselkanaal, Ter Apel, Weerdinge                                                                    | F         |
| 74        | Stadskanaal Busstation - Emmen Station          | Musselkanaal, Valthermond, Valthe, Klijndijk                                                         | F         |
| 75        | Emmen Station - Stadskanaal Busstation          | Klijndijk, Odoorn, Exloo, 2e Exloërmond, Musselkanaal                                                | F         |
| 107       | Stadskanaal Busstation - Groningen Zernike      | Bareveld, Annerveenschekanaal, Hoogezand                                                             | C         |
| Schoolbus |                                                 | |           |
| 173       | Stadskanaal Busstation - Emmen Station          | Ter Apel                                                                                             | F         |
| Qliner    |                                                 | |           |
| 312       | Groningen Hoofdstation - Stadskanaal Busstation | Haren P+R, Annen, Gieten, Gasselte, Gasselternijveen                                                 | C         |
| Buurtbus  |                                                 | |           |
| 512       | Stadskanaal Busstation - Sellingen Kerkpad      | Mussel, Jipsinghuizen, Leemdobben                                                                    | A         |

Bijgewerkt op 4 januari 2023 10:05 (CET)